# Elezioni presidenziali in Costa d'Avorio del 2015
Le elezioni presidenziali in Costa d'Avorio del 2015 si tennero il 25 ottobre.

## Risultati
| Candidati                   | Partiti                                 | Voti      | %     |
| --------------------------- | --------------------------------------- | --------- | ----- |
| Alassane Ouattara           | Raggruppamento dei Repubblicani         | 2 618 229 | 83,66 |
| Pascal Affi N'Guessan       | Fronte Popolare Ivoriano                | 290 780   | 9,29  |
| Konan Bertin Kouadio        | Indipendente                            | 121 386   | 3,88  |
| Henriette Lagou Adjoua      | Rinnovamento per la Pace e la Concordia | 27 759    | 0,89  |
| Siméon Konan Kouadio        | Indipendente                            | 22 117    | 0,71  |
| Kacou Gnangbo               | Indipendente                            | 18 650    | 0,60  |
| Jacqueline-Claire Kouangoua | Indipendente                            | 12 398    | 0,40  |
| Charles Konan Banny         | Indipendente                            | 8 667     | 0,28  |
| Amara Essy                  | Indipendente                            | 6 413     | 0,20  |
| Mamadou Koulibaly           | Libertà e Democrazia per la Repubblica  | 3 343     | 0,11  |
| Totale                      | Totale                                  | 3 129 742 | 100   |